# In the neighborhood
In the neighborhood is een lied van Tom Waits. Hij bracht het in 1983 en 1985 uit op een single. Daarnaast verscheen het in 1983 op het album Swordfishtrombones.
Bij het lied hoort een videoclip waarin Waits meeloopt tijdens een fanfare die als het ware via een lachspiegel is opgenomen. Het Britse magazine Uncut plaatst de clip tussen de tien betere die Waits heeft voortgebracht.
Toen het voor de tweede keer uitkwam, behaalde het in maart 1986 een nummer 80-notering in het Verenigd Koninkrijk; een hitnotering zat er in andere landen niet in. In 2009 plaatste The Guardian het nummer op de lijst van 1000 liedjes die iedereen moet hebben gehoord. In 2015 kwam het nummer in de Top 2000 van NPO Radio 2 te staan.
In 2010 coverde de Britse popartiest Peter Gabriel dit nummer ten bate van het Voice Project dat zich via artistieke wegen inzet voor sociale verandering in de wereld. In dit geval richtte Gabriel zich op Oeganda, Soedan en Congo.

## Singleversies
In 1983 verscheen het op een single met Frank's wild years op de B-kant. Twee jaar later bracht Waits het nummer opnieuw uit op een single met het nummer Singapore op de B-kant. Daarnaast verschenen er toen een dubbele 7" single en een 12" maxisingle waarop de volgende vier nummers stonden:
A1: In the neighbourhood (3:04)
A2: Singapore (2:46)
B1: Tango till they're sore (live) (3:20)
B2: 16 shells (live) (5:27)
De laatste twee nummers waren liveversies die waren opgenomen tijdens een optreden in Parijs. Op de Griekse versie werd het vierde nummer omgewisseld met een liveversie van Rain dogs

## NPO Radio 2 Top 2000
In the neighborhood stond alleen in 2015 in de NPO Radio 2 Top 2000, op plek 1594.